# سهام جلال
سهام جلال (7 يناير 1972 -)، ممثلة مصرية.

## عن حياتها
بدأت حياتها الفنية كفتاة إعلانات، ثم اتجهت للتمثيل عن طريق فيلم صعيدي في الجامعة الأمريكية، ثم طلب منها الفنان محمود عبد العزيز أن تشاركه بطولة فيلم النمس والذي يعتبر بدايتها الفعلية وقدمت العديد من الأعمال الفنية للتلفزيون اشهرها مسلسلات أين قلبي ووحد السكين وكان أول بطولة مطلقة لها فيلم الجدعان كما شاركت في العديد من الأفلام السينمائية.

## روابط خارجية
- سهام جلال على موقع IMDb (الإنجليزية)
- سهام جلال على موقع الدهليز
- سهام جلال على موقع قاعدة بيانات الأفلام العربية
- سهام جلال على موقع قاعدة بيانات الفيلم (الإنجليزية)